# Alessandro Celli (calciatore)
Alessandro Celli (Roma, 28 gennaio 1994) è un calciatore italiano, difensore del Catania.

## Carriera
Nel 2014 esordisce tra i professionisti con la Lupa Roma.
Il 23 giugno 2017 passa al Foggia, neopromosso in Serie B. Con i pugliesi trova tuttavia poco spazio e, al termine della stagione, rescinde il proprio contratto con i rossoneri. Resta svincolato sino al 30 novembre 2018, giorno in cui si accasa al Teramo in serie C.
Nell'agosto del 2019 firma un accordo con la Ternana. Resta in Umbria per quattro anni e mezzo, interrotti unicamente da un prestito semestrale al Südtirol dal gennaio al giugno del 2023. Con i rossoverdi conquista una promozione in serie B, vincendo il campionato nella stagione 2020/2021.
Il 6 gennaio del 2024 viene ufficializzato il suo passaggio al Catania a titolo definitivo.

## Statistiche

### Presenze e reti nei club
Statistiche aggiornate al 14 maggio 2025.
| Stagione         | Squadra          | Campionato       | Campionato | Campionato | Coppe nazionali | Coppe nazionali | Coppe nazionali | Coppe continentali | Coppe continentali | Coppe continentali | Altre coppe | Altre coppe | Altre coppe | Totale | Totale |
| Stagione         | Squadra          | Comp             | Pres       | Reti       | Comp            | Pres            | Reti            | Comp               | Pres               | Reti               | Comp        | Pres        | Reti        | Pres   | Reti   |
| ---------------- | ---------------- | ---------------- | ---------- | ---------- | --------------- | --------------- | --------------- | ------------------ | ------------------ | ------------------ | ----------- | ----------- | ----------- | ------ | ------ |
| 2011-2012        | Lupa Roma        | Ecc.             | 28         | 0          | -               | -               | -               | -                  | -                  | -                  | -           | -           | -           | 28     | 0      |
| 2012-2013        | Lupa Roma        | D                | 26         | 0          | CI-D            | -               | -               | -                  | -                  | -                  | -           | -           | -           | 26     | 0      |
| 2013-2014        | Lupa Roma        | D                | 24         | 0          | CI-D            | -               | -               | -                  | -                  | -                  | -           | -           | -           | 24     | 0      |
| 2014-2015        | Lupa Roma        | LP               | 30         | 1          | CI-C            | 1               | 0               | -                  | -                  | -                  | -           | -           | -           | 31     | 1      |
| 2015-2016        | Lupa Roma        | LP               | 16         | 0          | CI-C            | 2               | 0               | -                  | -                  | -                  | -           | -           | -           | 18     | 0      |
| 2016-2017        | Lupa Roma        | LP               | 32         | 1          | CI-C            | 3               | 0               | -                  | -                  | -                  | -           | -           | -           | 35     | 1      |
| Totale Lupa Roma | Totale Lupa Roma | Totale Lupa Roma | 156        | 2          |                 | 6               | 0               |                    | -                  | -                  |             | -           | -           | 162    | 2      |
| 2017-2018        | Foggia           | B                | 8          | 0          | CI              | 0               | 0               | -                  | -                  | -                  | -           | -           | -           | 8      | 0      |
| 2018-2019        | Teramo           | C                | 20         | 3          | CI-C            | 0               | 0               | -                  | -                  | -                  | -           | -           | -           | 20     | 3      |
| 2019-2020        | Ternana          | C                | 22+3       | 1+0        | CI-C            | 5               | 0               | -                  | -                  | -                  | -           | -           | -           | 30     | 1      |
| 2020-2021        | Ternana          | C                | 8          | 0          | CI              | -               | -               | -                  | -                  | -                  | -           | -           | -           | 8      | 0      |
| 2021-2022        | Ternana          | B                | 23         | 1          | CI              | 3               | 0               | -                  | -                  | -                  | -           | -           | -           | 26     | 1      |
| 2022-gen. 2023   | Ternana          | B                | 8          | 0          | CI              | -               | -               | -                  | -                  | -                  | -           | -           | -           | 8      | 0      |
| gen.-giu. 2023   | Südtirol         | B                | 15+2       | 0          | CI              | -               | -               | -                  | -                  | -                  | -           | -           | -           | 17     | 0      |
| 2023-gen. 2024   | Ternana          | B                | 16         | 1          | CI              | 1               | 0               | -                  | -                  | -                  | -           | -           | -           | 17     | 1      |
| Totale Ternana   | Totale Ternana   | Totale Ternana   | 77+3       | 3          |                 | 9               | 0               |                    | -                  | -                  |             | -           | -           | 89     | 3      |
| gen.-giu. 2024   | Catania          | C                | 13+4       | 0          | CI-C            | 2               | 0               | -                  | -                  | -                  | -           | -           | -           | 19     | 0      |
| 2024-2025        | Catania          | C                | 8+4        | 0          | CI+CI-C         | -               | -               | -                  | -                  | -                  | -           | -           | -           | 12     | 0      |
| Totale Catania   | Totale Catania   | Totale Catania   | 21+8       | 0          |                 | 2               | 0               |                    | -                  | -                  |             | -           | -           | 31     | 0      |
| Totale carriera  | Totale carriera  | Totale carriera  | 297+13     | 8          |                 | 17              | 0               |                    | -                  | -                  |             | -           | -           | 327    | 8      |

## Palmarès

### Club

#### Competizioni nazionali
- Serie D: 1

Lupa Roma: 2013-2014 (girone G)
- Serie C: 1

Ternana: 2020-2021 (girone C)
- Supercoppa di Serie C: 1

Ternana: 2021
- Coppa Italia Serie C: 1

Catania: 2023-2024